# 西略高速公路
西乡至略阳高速公路，简称西略高速，是中国国家高速公路网十天高速公路（G7011）陕西境的重要路段，也是陕西省“2367”高速公路网七条东西横向线之一的“白略线”的组成部分。起于汉中市西乡县茶镇，顺接白泉高速公路，途经城固、南郑、汉台、勉县，止于略阳县白水江镇与甘肃省徽县交界处的大石碑，接徽天高速公路，全长262.9公里，全线采用双向四车道高速公路标准建设，路基宽度24.5－26米，共有桥梁118417.47延米/379座，涵洞281座，隧道43401延米（单幅）/42座，互通式立交15处，全封闭全立交。分为西乡至汉中、汉中至略阳两段建设，设计速度为80－100公里每小时，由陕西交通控股集团西略分公司负责运营。

## 安康至汉中（汉中东段）
起点位于汉中市西乡县茶镇，接安康至汉中高速公路（安康西段），终点位于城固县上元观镇谢家营，接汉中至略阳（陕甘界）高速公路，沿途经过13个乡镇、51个行政村，全长95.56公里，全封闭全立交，设计时速为80－100公里/小时。主要工程量：路基挖方1577万立方米，填方1025万立方米；桥梁57708延米（单幅）/196座，涵洞通道120座，隧道20065延米（单幅）/14座；全线设互通式立交6处，停车区3处，服务区1处。由中交第二公路勘察设计院和西安公路研究所分段设计，参建单位有18家路基桥隧施工单位、3家路面施工单位、9家房建单位、6家绿化单位、5家机电单位、10家隧道装修单位、5家交通工程单位，设1个总监办、1个中心试验室和17个驻地监理办。于2008年11月17日开工，2010年12月26日正式通车。

## 汉中至略阳（陕甘界）

### 谢家营至吴家营段
路线起于城固县上元观镇谢家营，与十天高速安康至汉中段相接，经城固、南郑、汉台、勉县、略阳5个区县，止于略阳县城北的吴家营，全长117.6公里，概算总投资130.6亿元人民币，2009年7月23日开工建设，设计为双向四车道。谢家营枢纽立交至勉县互通段51.6公里设计行车速度为100公里/小时，路基宽度26米；勉县互通至略阳互通段66公里设计行车速度为80公里/小时，路基宽度24.5米。全线有涵洞276座，通道90座，桥梁165座，天桥28座，隧道22座，收费站8个，停车区2个，服务区2个。
2011年11月24日，汉中至略阳（陕甘界）高速公路工程可行性研究报告获国家发展和改革委员会批复。12月23日，陕西省人民政府以陕政函〔2011〕263号文件批复同意了汉中至陕甘界高速公路收取车辆通行费，收费期限20年，自2011年12月25日起至2031年12月24日止。12月25日，该路段正式通车运营。

#### 三花石隧道

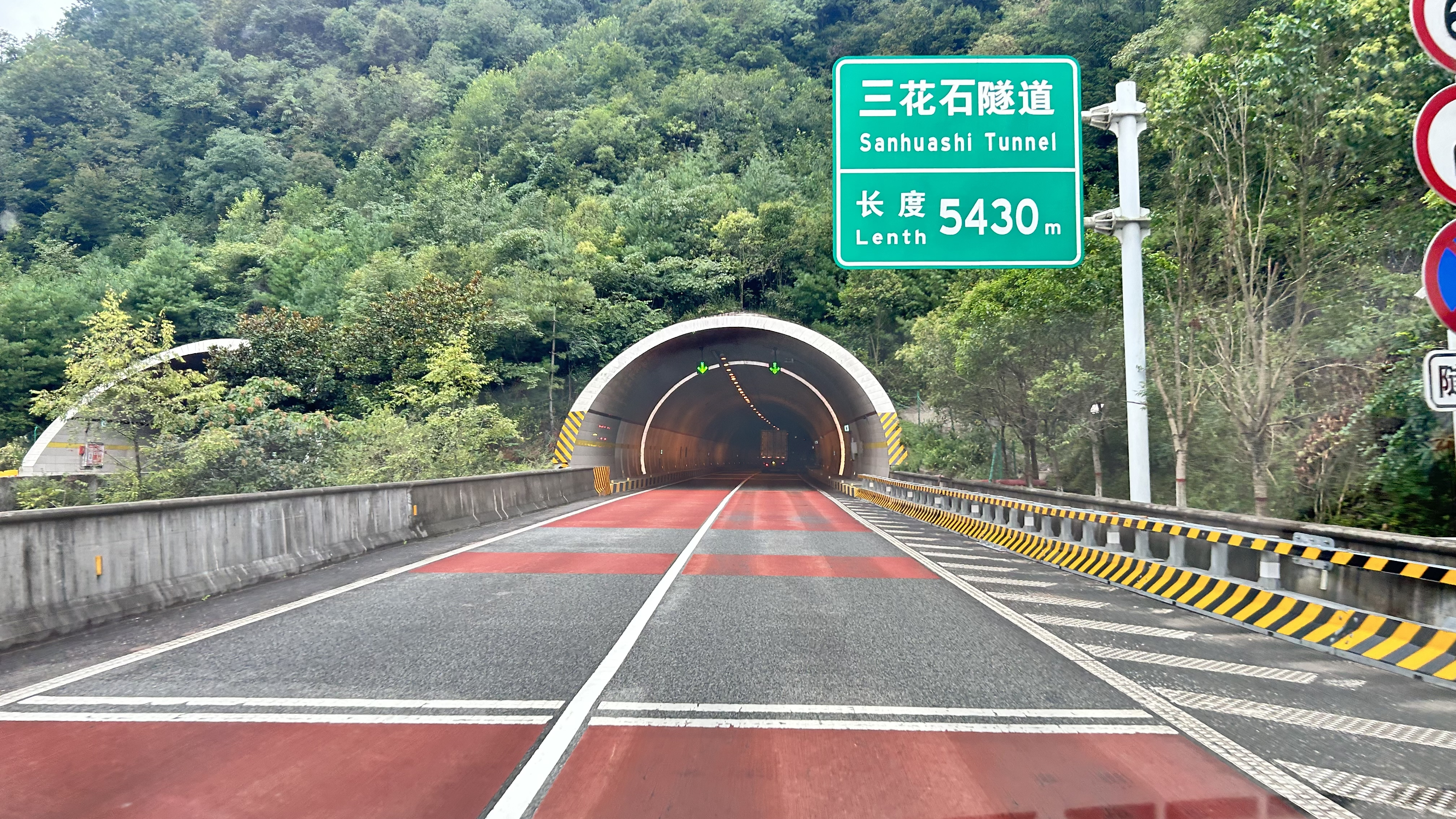
三花石隧道

是西略高速全线最长隧道，也是汉中至略阳段重难点控制性工程，位于略阳县鱼洞子乡王家村境内，由中铁隧道股份有限公司和中铁十八局集团第五工程有限公司分别承担进、出口端施工任务。隧道左线长5431米，右线长5434米，合同工期24个月，最大埋深为572.6米，隧道围岩主要为绿泥石、石英片岩和千枚岩，穿越5个断层破碎带，于2009年8月开工建设，右线于2011年6月23日贯通，左线于2011年8月2日贯通。

### 吴家营至大石碑段
路线起于略阳县吴家营，止于陕甘界大石碑，与十天高速公路甘肃段（徽天高速）相接，全长36.9公里，设计速度80公里/小时，双向四车道高速公路标准，投资36.90亿元人民币，于2013年12月23日建成通车。

## 车辆通行费
根据陕西省高速公路收费中心公布的最新信息显示，西略高速收费标准如下：
| 类别               | 类别 | 车辆类型            | 核定载人数          | 说明                                             | 收费标准 （元/车公里） | 才子特长隧道加收标准 （元/车次） |
| ------------------ | ---- | ------------------- | ------------------- | ------------------------------------------------ | ---------------------- | -------------------------------- |
| 客车               | 1类  | 微型、小型          | ≤9                  | 车长小于6000mm且核定载人数不大于9人的载客汽车    | 0.60                   | 10                               |
| 客车               | 2类  | 中型乘用车列车      | 10-19—              | 车长小于6000mm且核定载人数为10-19人的载客汽车—   | 1.06                   | 20                               |
| 客车               | 3类  | 大型                | ≤39                 | 车长不小于6000mm且核定载人数不大于39人的载客汽车 | 1.36                   | 30                               |
| 客车               | 4类  | 大型                | ≥40                 | 车长不小于6000mm且核定载人数不小于40人的载客汽车 | 1.63                   | 40                               |
| 类别               | 类别 | 总轴数 （含悬浮轴） | 总轴数 （含悬浮轴） | 说明                                             | 收费标准 （元/车公里） | 才子特长隧道加收标准 （元/车次） |
| 货车 及专项 作业车 | 1类  | 2                   | 2                   | 车长小于6000mm且最大允许总质量小于4500kg         | 0.50                   | 9                                |
| 货车 及专项 作业车 | 2类  | 2                   | 2                   | 车长不小于6000mm且最大允许总质量不小于4500kg     | 0.90                   | 16                               |
| 货车 及专项 作业车 | 3类  | 3                   | 3                   | —                                                | 1.57                   | 26.1                             |
| 货车 及专项 作业车 | 4类  | 4                   | 4                   | —                                                | 1.78                   | 31.5                             |
| 货车 及专项 作业车 | 5类  | 5                   | 5                   | —                                                | 1.87                   | 35.1                             |
| 货车 及专项 作业车 | 6类  | ≥6                  | ≥6                  | —                                                | 2.21                   | 36.9                             |

## 沿线设施列表

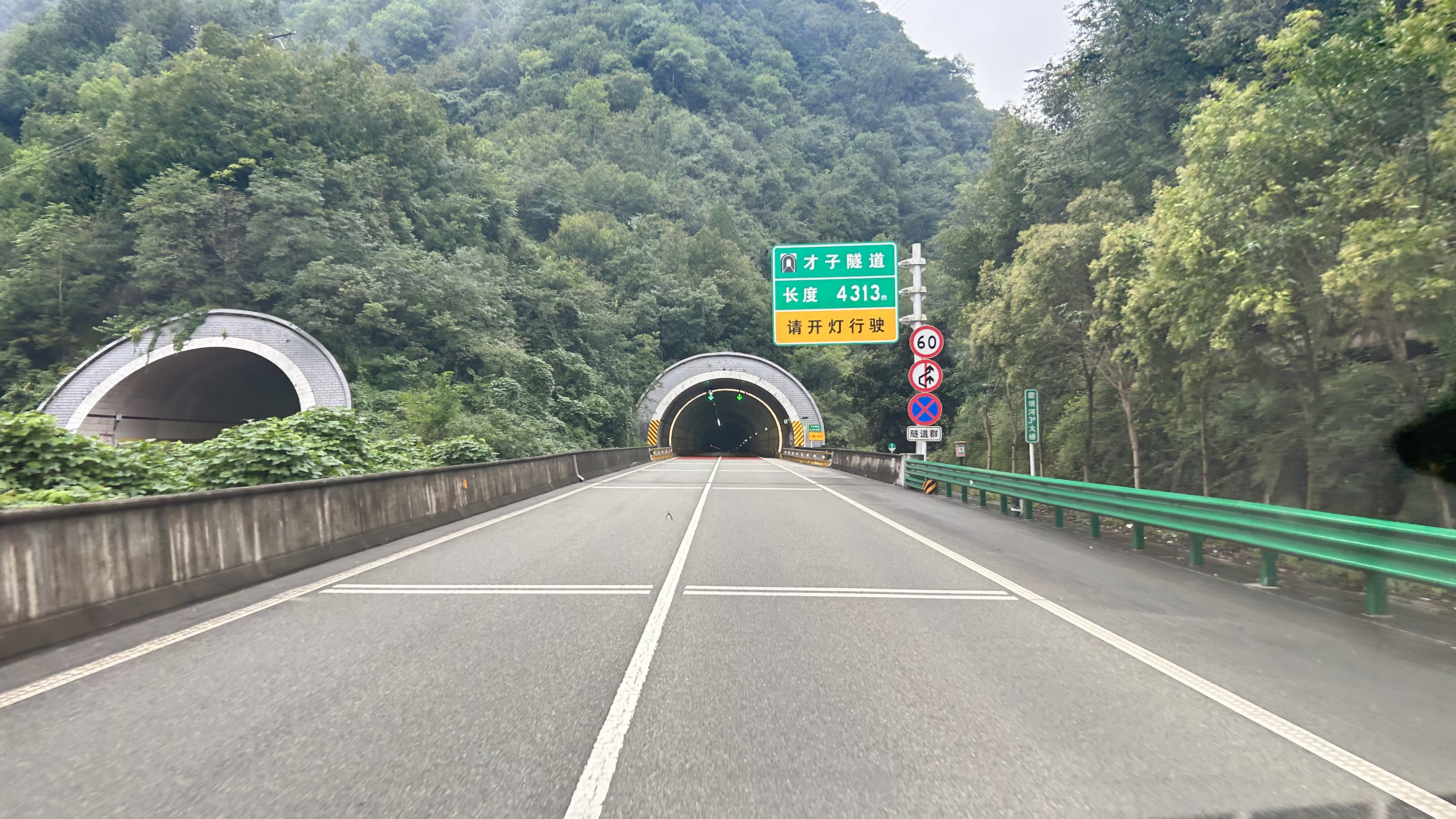
才子隧道

| 地区                                                                                         | 里程 | 类型                                       | 名称           | 连接             | 说明   |
| -------------------------------------------------------------------------------------------- | ---- | ------------------------------------------ | -------------- | ---------------- | ------ |
| 汉中市 西乡县                                                                                | 281  | 出入口                                     | 茶镇           | 白泉高速 210国道 |        |
| 汉中市 西乡县                                                                                | 282  | 停车场 · 飲料小吃                          | 茶镇停车区     | 茶镇停车区       |        |
| 汉中市 西乡县                                                                                |      | 隧道                                       | 茶镇隧道       | 茶镇隧道         |        |
| 汉中市 西乡县                                                                                |      | 隧道                                       | 园家坡隧道     | 园家坡隧道       |        |
| 汉中市 西乡县                                                                                |      | 隧道                                       | 姚庄子隧道     | 姚庄子隧道       |        |
| 汉中市 西乡县                                                                                |      | 隧道                                       | 柳树沟隧道     | 柳树沟隧道       |        |
| 汉中市 西乡县                                                                                |      | 隧道                                       | 熊家沟隧道     | 熊家沟隧道       |        |
| 汉中市 西乡县                                                                                |      | 隧道                                       | 汪家沟隧道     | 汪家沟隧道       |        |
| 汉中市 西乡县                                                                                |      | 隧道                                       | 大包梁隧道     | 大包梁隧道       |        |
| 汉中市 西乡县                                                                                |      | 隧道                                       | 堰洞沟隧道     | 堰洞沟隧道       |        |
| 汉中市 西乡县                                                                                |      | 隧道                                       | 白勉峡隧道     | 白勉峡隧道       |        |
| 汉中市 西乡县                                                                                | 295  | 停车场 · 飲料小吃                          |                |                  |        |
| 汉中市 西乡县                                                                                |      | 隧道                                       | 古城隧道       | 古城隧道         |        |
| 汉中市 西乡县                                                                                | 310  | 枢纽                                       | 古城枢纽       | 西镇高速         |        |
| 汉中市 西乡县                                                                                | 312  | 停车场 · 加油设施 · 修车站 · 餐厅          | 西乡服务区     | 西乡服务区       |        |
| 汉中市 西乡县                                                                                | 318  | 出入口                                     | 西乡           | 316国道          |        |
| 汉中市 西乡县                                                                                |      | 隧道                                       | 枣园湖隧道     | 枣园湖隧道       |        |
| 汉中市 西乡县                                                                                |      | 隧道                                       | 苏家沟隧道     | 苏家沟隧道       |        |
| 汉中市 西乡县                                                                                | 333  | 停车场 · 飲料小吃                          | 马踪滩停车区   | 马踪滩停车区     |        |
| 汉中市 西乡县                                                                                | 341  | 出入口                                     | 沙河           | 308县道          |        |
| 汉中市 西乡县                                                                                |      | 隧道                                       | 茶条岭隧道     | 茶条岭隧道       |        |
| 汉中市 城固县                                                                                | 362  | 出入口                                     | 盐井           | Y005             |        |
| 汉中市 城固县                                                                                |      | 隧道                                       | 铜洞嘴隧道     | 铜洞嘴隧道       |        |
| 汉中市 城固县                                                                                | 373  | 枢纽                                       | 谢家营枢纽     | 西汉高速         |        |
| 汉中市 南郑区                                                                                | 378  | 河流 · 桥梁                                | 汉江大桥       | 汉江大桥         |        |
| 汉中市 汉台区                                                                                | 379  | 出入口                                     | 铺镇           | 108国道          |        |
| 汉中市 汉台区                                                                                | 383  | 停车场 · 加油设施 · 修车站 · 餐厅          | 汉中北服务区   | 汉中北服务区     |        |
| 汉中市 汉台区                                                                                | 394  | 出入口                                     | 汉中北         | 汉武路           |        |
| 汉中市 汉台区                                                                                | 400  | 出入口                                     | 褒城           | 316国道          |        |
| 汉中市 勉县                                                                                  | 404  | 枢纽                                       | 石门枢纽       | 宝汉高速         |        |
| 汉中市 勉县                                                                                  | 409  | 停车场 · 飲料小吃                          | 老道寺停车区   | 老道寺停车区     |        |
| 汉中市 勉县                                                                                  | 413  | 出入口                                     | 新街子         | 108国道          |        |
| 汉中市 勉县                                                                                  | 424  | 出入口                                     | 勉县北         | 108国道          |        |
| 汉中市 勉县                                                                                  | 430  | 停车场 · 加油设施 · 修车站 · 餐厅          | 武侯服务区     | 武侯服务区       |        |
| 汉中市 勉县                                                                                  |      | 隧道                                       | 大沟隧道       | 大沟隧道         |        |
| 汉中市 勉县                                                                                  |      | 隧道                                       | 管山梁隧道     | 管山梁隧道       |        |
| 汉中市 勉县                                                                                  |      | 隧道                                       | 邓家坡隧道     | 邓家坡隧道       |        |
| 汉中市 勉县                                                                                  |      | 隧道                                       | 头沟一号隧道   | 头沟一号隧道     |        |
| 汉中市 勉县                                                                                  |      | 隧道                                       | 头沟二号隧道   | 头沟二号隧道     |        |
| 汉中市 勉县                                                                                  |      | 隧道                                       | 分水岭隧道     | 分水岭隧道       |        |
| 汉中市 勉县                                                                                  |      | 隧道                                       | 七里沟隧道     | 七里沟隧道       |        |
| 汉中市 勉县                                                                                  |      | 隧道                                       | 张家坝隧道     | 张家坝隧道       |        |
| 汉中市 勉县                                                                                  | 450  | 出入口                                     | 茶店           | 345国道          |        |
| 县界                                                                                         |      | 隧道                                       | 茶店隧道       | 茶店隧道         |        |
| 汉中市 略阳县                                                                                |      | 隧道                                       | 驿坝河一号隧道 | 驿坝河一号隧道   |        |
| 汉中市 略阳县                                                                                |      | 隧道                                       | 驿坝河二号隧道 | 驿坝河二号隧道   |        |
| 汉中市 略阳县                                                                                | 460  | 停车场 · 飲料小吃                          | 五郎坪停车区   | 五郎坪停车区     |        |
| 汉中市 略阳县                                                                                |      | 隧道                                       | 杨家湾隧道     | 杨家湾隧道       |        |
| 汉中市 略阳县                                                                                | 467  | 出入口                                     | 五郎坪         | 五黑路           |        |
| 汉中市 略阳县                                                                                |      | 隧道                                       | 垭口梁隧道     | 垭口梁隧道       |        |
| 汉中市 略阳县                                                                                |      | 隧道                                       | 蒋家梁隧道     | 蒋家梁隧道       |        |
| 汉中市 略阳县                                                                                |      | 隧道                                       | 关帝门隧道     | 关帝门隧道       |        |
| 汉中市 略阳县                                                                                |      | 隧道                                       | 三花石隧道     | 三花石隧道       |        |
| 汉中市 略阳县                                                                                |      | 隧道                                       | 石庄隧道       | 石庄隧道         |        |
| 汉中市 略阳县                                                                                | 488  | 出入口 · 停车场 · 加油设施 · 修车站 · 餐厅 | 略阳           | 221县道          |        |
| 汉中市 略阳县                                                                                |      | 隧道                                       | 吴家营隧道     | 吴家营隧道       |        |
| 汉中市 略阳县                                                                                |      | 隧道                                       | 干水磨隧道     | 干水磨隧道       |        |
| 汉中市 略阳县                                                                                |      | 隧道                                       | 朱家湾隧道     | 朱家湾隧道       |        |
| 汉中市 略阳县                                                                                |      | 隧道                                       | 洪花寺隧道     | 洪花寺隧道       |        |
| 汉中市 略阳县                                                                                |      | 隧道                                       | 才子隧道       | 才子隧道         |        |
| 汉中市 略阳县                                                                                |      | 隧道                                       | 堡子梁隧道     | 堡子梁隧道       |        |
| 汉中市 略阳县                                                                                |      | 隧道                                       | 龙王沟隧道     | 龙王沟隧道       |        |
| 汉中市 略阳县                                                                                | 508  | 停车场 · 飲料小吃                          | 马蹄湾停车区   | 马蹄湾停车区     |        |
| 汉中市 略阳县                                                                                |      | 隧道                                       | 何家村隧道     | 何家村隧道       |        |
| 汉中市 略阳县                                                                                |      | 隧道                                       | 王家滩一号隧道 | 王家滩一号隧道   |        |
| 汉中市 略阳县                                                                                |      | 隧道                                       | 王家滩二号隧道 | 王家滩二号隧道   |        |
| 汉中市 略阳县                                                                                |      | 主线收费站                                 | 略阳主线收费站 | 略阳主线收费站   | 已撤销 |
| 汉中市 略阳县                                                                                |      | 隧道                                       | 嘉陵江一号隧道 | 嘉陵江一号隧道   |        |
| 汉中市 略阳县                                                                                | 522  | 出入口                                     | 青泥河         | 221县道          |        |
| 汉中市 略阳县                                                                                |      | 隧道                                       | 嘉陵江二号隧道 | 嘉陵江二号隧道   |        |
| 汉中市 略阳县                                                                                |      | 隧道                                       | 洛河一号隧道   | 洛河一号隧道     |        |
| 汉中市 略阳县                                                                                |      | 隧道                                       | 洛河二号隧道   | 洛河二号隧道     |        |
| 汉中市 略阳县                                                                                |      | 隧道                                       | 洛石碑一号隧道 | 洛石碑一号隧道   |        |
| 陕甘界                                                                                       | 525  | 隧道                                       | 洛石碑二号隧道 | 徽天高速         |        |
| 1.000 英里 = 1.609 千米；1.000 千米 = 0.621 英里 并行路段 • 已关闭／取消 • 限制进入 • 未开放 |      |                                            |                |                  |        |